# Archidendropsis paivana
Archidendropsis paivana är en ärtväxtart som först beskrevs av Fournier, och fick sitt nu gällande namn av Ivan Christian Nielsen. Archidendropsis paivana ingår i släktet Archidendropsis och familjen ärtväxter. Inga underarter finns listade i Catalogue of Life.